# Domènec Perramon i Torrus
Domènec Perramon i Torrus (Canet de Mar, 20 de maig de 1906 - Londres, 1 de febrer de 1976) fou un poeta català.

## Els primers anys
Va néixer a Canet de Mar. De ben petit, però, la seva família es traslladà a Arenys de Munt, poble que Domènec considerà per sempre més el seu poble. De formació literària autodidacta, ja que Domènec havia estudiat "Comptabilitat en comerç" i "Tecnologia de teixits", la poesia bullia dins del seu esperit inquiet i, en plena efervescència juvenil, començaren a brollar els primers poemes amarats de sentiment i de passions amoroses.
Domènec compartí els ideals de llibertat, dignitat i catalanitat de la generació republicaba i, en coherència amb el seu ideal, es va fer militant de la Unió Socialista de Catalunya, partit que actuà en coalició amb Esquerra Republicana de Catalunya. Immers en l'ambient cultural de l'època, actuà com a director teatral, publicà la revista "El porró", col·laborà en nombrosos diaris i revistes i es lliurà plenament al conreu de la poesia. Des de l'any 1929 començà a rebre premis en diferents certàmens literaris.

## Segona República Espanyola
L'any 1935 entrà com a funcionari en el Departament d'Economia i Agricultura de la Generalitat de Catalunya. Passà a residir a Barcelona, amb un contacte constant amb els seus amics barcelonins (Josep Cañas, Cecília Gubert, Salvador Perernau, Roser Coscolla…). Amb l'esclat de la guerra, el juliol de 1936 fou traslladat al Departament de Defensa. L'any 1938, des de la Secció de Premsa del Quarter General de l'Exèrcit de l'Est, s'encarregà de la redacció de "El combatiente". Poques setmanes després iniciava el camí dolorós de l'exili.

## Exili a Londres
Després de passar unes setmanes agòniques al camp de refugiats de Sant Cebrià d'on aconseguí sortir gràcies al British Committee for Spanish Relief i entrà a Anglaterra el març de 1939. La relació amb els exiliats catalans en territori anglès fou intensa i Domènec participà en les reunions del Consell Nacional de Catalunya, celebrades a casa de Josep Maria Batista i Roca l'any 1940.
Enyorat en tot moment de la seva pàtria catalana, la vida a l'exili fou molt dura. Després d'uns primers mesos més o menys agradables sota la protecció del diputat laborista Lord Farrington i posteriorment, a la llar de la cirurgiana Dorothy Collier, Domènec canvià de residència i de feines en nombroses ocasions, amb una gran inestabilitat econòmica i patint un cert rebuig com a immigrant, havent de treballar en un hotel. Des de la capital anglesa, el nostre poeta col·laborà amb la BBC, com a traductor d'obres de teatre i documentals, en les seves emissions per a l'Amèrica llatina. L'any 1943 va conèixer Brenda Hudson, la persona que a partir d'aquell moment donà sentit a la seva existència i la força per viure en un món estrany. Brenda fou el suport emocional del poeta dins del silenci roent de l'exili.
Després d'uns mesos internat a l'hospital, va morir a Londres l'1 de febrer de 1976. Brenda Hudson volgué que el seu cos reposés en el cementiri d'Arenys de Munt.

## Obres
Llista d'obres presentades a Jocs Florals
- 1930. Verd humit de la muntanya. Barcelona[2]
- 1930. A poc a poc. Barcelona[2]
- 1930. Vida amunt. Barcelona[2]
- 1930, 1931 i 1932. Bandera de Flama. Barcelona[2]
- 1930, 1931 i 1932. Càntic de Fe. No vull altra cosa. Barcelona[2]
- 1931 i 1932. Penediment. Barcelona[2]
- 1931 i 1932. Invocació. Barcelona[2]
- 1931, 1932, 1933 i 1934. Claror de fe. Barcelona[2]
- 1932. La pau dels silencis. Barcelona. Viola d'or i argent
- 1932. Cançó d'amor. Barcelona[2]
- 1932. Novembre. Barcelona[2]
- 1932. L'amor al camp. Lleida. Flor Natural
- 1932 i 1933. Nits de ciutat. Barcelona[2]
- 1932 i 1933. Clixé del port. Barcelona. Accèssit al Premi Dolors Monserdà.[2]
- 1932 i 1933. L'alta recordança. Barcelona[2]
- 1932 i 1933. Camí d'amor. Barcelona[2]
- 1933. Cançons d'amor i gaubança. Barcelona[2]
- 1933. Poemes d'absència i de record. Barcelona[2]
- 1933 i 1934. Poema de fornal. Barcelona[2]
- 1933 i 1934. Preludi epitalàmic. Barcelona[2]
- 1934. Vindré. Barcelona. Premi extraordinari dels Mantenidors.
- 1935. Girona. Flor Natural.
- 1936. Lliri de platja. Barcelona. Premi extraordinari dels Mantenidors.
- 1941. Poemes d'amor i d'enyorança. Buenos Aires. Flor Natural
- 1941. Tres elegies en fidelitat. Buenos Aires. Englantina d'or
- 1941. El misteri de Nadal. Buenos Aires. Viola d'or i d'argent. I consecució de la distinció de Mestre en Gai Saber.[3]
- 1943. Les nits de sang, Una altra primavera transida i Aquest Nadal. Santiago de Xile. Englantina d'or
- 1944. Bondat eterna del Nadal. L'Havana. Viola d'or i d'argent
- 1944. Romanç de Festa Major. L'Havana. Accèssit a l'Englantina d'or
- 1958. Història encesa. Mendoza (Argentina). Flor Natural
- 1959. Les Aparicions. Buenos Aires. Englantina d'or

## Homenatges
- L'any 1998, l'Institut d'Ensenyament Secundari d'Arenys de Munt va rebre el nom d'IES Domènec Perramon.[4]
- L'any 2006 l'Ajuntament d'Arenys de Munt va fer-li un homenatge al cementiri de la vila.[5]